# Commanster
Commanster (en wallon C(o)manster, en luxembourgeois Gommels, en allemand Gommelshäusen) est un village de la commune belge de Vielsalm située en Région wallonne dans la province de Luxembourg.

## Étymologie
Défrichement (wallon stèr) ou lieu, domaine (germanique *ster) ou promontoire (germanique *sterja) de Gomila, anthroponyme germanique.

## Histoire
Sous l’Ancien Régime, la terre de Commanster faisait partie du comté de Salm.
En 1823, elle fusionna avec Beho.
De 1940 à 1944, Commanster fut érigée en commune belge à la suite de l'annexion par le Troisième Reich du reste de la commune de Beho. Elle fut ensuite restituée à la commune de Beho jusqu’en 1977, année à laquelle elle passa dans la commune de Vielsalm.

## À voir
- Le château de Commanster;
- L'église Sainte-Anne;
- La réserve naturelle et une étude approfondie de l’écosystème[4].